# Petrosport FC
El Petrosport FC es un equipo de fútbol de Gabón que juega en Championnat D3, la tercera liga de fútbol más importante del país.

## Historia
Fue fundado en el año 1956 en la ciudad de Port Gentil con el nombre Elf Oil Company Team y han conseguido un título de liga y un título de copa.
A nivel internacional han competido en 7 torneos continentales, en donde nunca han superado la segunda ronda, y no compiten a nivel internacional desde 1998.

## Palmarés
- Championnat D1: 1

1975/76
- Copa Interclubes de Gabón: 1

1988/89

## Participación en competiciones de la CAF
| Temporada | Torneo                            | Ronda      | Club                    | Casa | Visita | Global      |
| --------- | --------------------------------- | ---------- | ----------------------- | ---- | ------ | ----------- |
| 1975      | Copa Africana de Clubes Campeones | 1          | AS Vita Club            | 1-1  | 0-4    | 1-5         |
| 1976      | Recopa Africana                   | Preliminar | Canon Yaoundé           | 0-3  | 1-3    | 1-6         |
| 1979      | Recopa Africana                   | 1          | Bendel United           | 0-1  | 1-5    | 1-6         |
| 1990      | Recopa Africana                   | 1          | Tourbillon FC           | 2-0  | 0-0    | 2-0         |
| 1990      | Recopa Africana                   | 2          | Al-Merreikh             | 2-0  | 0-2    | 2-2 (3-4 p) |
| 1993      | Copa CAF                          | 1          | Requins de l'Atlantique | 0-1  | 3-0    | 3-1         |
| 1993      | Copa CAF                          | 2          | Mbilinga FC             | 0-2  | 0-3    | 0-5         |
| 1995      | Copa CAF                          | 1          | Inter Club              | 2-0  | 0-2    | 2-2 (3-1 p) |
| 1998      | Copa CAF                          | 1          | ASC Jeanne d'Arc        | 0-2  | 0-2    | 0-4         |